# Una bambola blu/Se ne va
Una bambola blu/Se ne va è un singolo della cantante italiana Orietta Berti pubblicato nel 1969 dalla casa discografica Polydor.

## Descrizione
La cantante ebbe molto successo con Una bambola blu brano che arrivò alle semifinali di Canzonissima 1969.
Una bambola blu è accenno al tema della donna che la cantante riproporrà successivamente.

## Tracce
1. Una bambola blu (D. Pace, L. Pilat, M. Panzeri)
2. Se ne va (A. Cazzulani, L. Pilat)